# Gnamptogenys coxalis
Gnamptogenys coxalis é uma espécie de formiga do gênero Gnamptogenys.